# Ангара (приток Салгира)
Ангара́ (укр. Ангара, крымскотат. Anğara, Ангъара) — река в Симферопольском районе Крыма, левая составляющая Салгира. Длина реки — 13,0 км, площадь водосборного бассейна — 61,9 км², уклон реки 22,3 м/км, среднемноголетний сток, на гидропосте Перевальное, составляет 0,279 м³/сек.

## Название
Название Ангара (Гангар, Янгар) взято из крымскотатарского языка и переводится как «широкая долина, ущелье».

## География
Исток реки расположен в лесном массиве на Ангарском перевале — в широкой котловине между горными яйлами Демерджи и Чатыр-Даг и им считаются два родника Серна — левая и правая, расположенные на расстоянии 220 метров друг от друга, на высоте 840 и 791 м над уровнем моря (у Н. А. Головкинского в работе «Источники Чатырдага и Бабугана» 1892 года родник назван Сырна-чокрак. Река Ангара течёт преимущественно на север по узкому ущелью, вдоль автодороги 35А-002 Симферополь — Ялта. Головкинский в своём труде описывает неселько обильных родников, питающих реку. Долгое время вдоль реки шла вьючная тропа, которую в 1826 году заменили на извилистое, повторяющее изгибы реки, горное шоссе. В 1958—1959 годах вдоль реки была построена новая широкая, без крутых поворотов, автодорога, у реки 10 безымянных притоков длиной менее 5 километров и два имеющие названия: Курлюк-Су и Егерлык-Су, он же Ени-сала (оба — правые), водоохранная зона реки установлена в 100 м.
Сливается с рекой Кызылкобинка на высоте 388 м над уровнем моря, образуя Салгир, в 204 км от устья.
На реке расположены населённые пункты Привольное и Перевальное; туристские стоянки.
Некоторыми исследователями считался верхним течением Салгира.